# Georg Gehring
Georg Gehring (Frankenthal, 14 novembre 1903 – Stettino, 31 ottobre 1943) è stato un lottatore tedesco, specializzato nella lotta greco-romana.

## Palmarès

### Olimpiadi
- 2 medaglie:
  - 1 bronzo (Amsterdam 1928 nella lotta greco-romana, pesi massimi)